# Menecmos

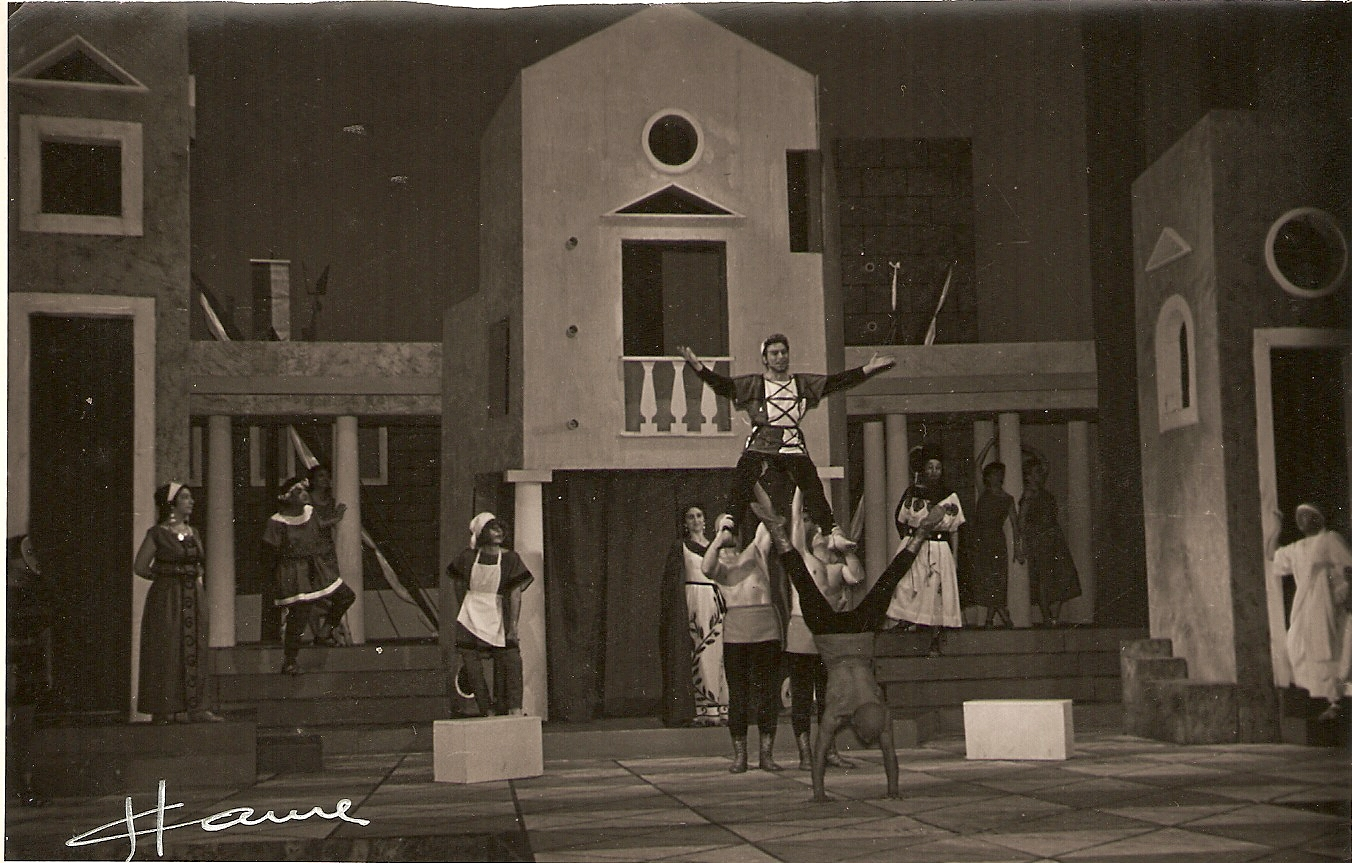
El Teatro Nacional Cervantes durante la representación de Los Mellizos de Plauto, 1956

Los dos Menecmos (Menaechmi) o Los gemelos es una comedia escrita por el autor latino Plauto entre el año 216 y el 186 a. C. Esta obra está dividida en V actos y fue una de las comedias de Plauto que tuvo mayor éxito e influencia. Es el ejemplo más significativo de comedia de equívocos de toda su producción.

## Plauto
Plauto nació en Sársina (251 a. C. aproximadamente), una pequeña ciudad de Umbría, pero emigró pronto a Roma, donde, según algunas fuentes, trabajó en el teatro. pero los tiempos eran difíciles y no tenía suficiente dinero, por lo que se ve obligado a trabajar en una actividad muy propia de los esclavos, dar vueltas al molino. En los ratos libres se dedicaba a escribir sus primeras novelas (Saturio, Additus...), lo que más tarde le llevaría a obtener todo el éxito que hoy en día conocemos que tuvo.
Finalmente murió, según informa Cicerón, en 184 a. C., justo en el año de la censura de Catón.

## Origen
No se conoce el original griego del que procede esta obra de Plauto, pero se cree que debió ser una de las muchas comedias griegas llamadas Los gemelos o Los iguales, habiendo cambiado el comediógrafo latino el título de la obra primigenia por el nombre del personaje principal, como era su costumbre. Aunque no se puede afirmar tajantemente, la opción más plausible respecto al original es la de Los iguales o Los parecidos (Ὅμοιοι), de Posidipo, debido a la aparición de un cocinero esclavo, como es el caso de Culindro en Los Menecmos, en un extracto conocido de la obra griega. Se especula, además, sobre la posibilidad de que la escena del médico sea un añadido plautino, ya que introduce pequeñas inconsistencias en la trama. Dicho fragmento habría sido extraído, también, de otro original de la comedia nueva, y habría tenido lugar así el fenómeno literario de la contaminatio.[cita requerida]

## Trascendencia
Menaechmi es considerada como una de las mejores comedias de Plauto, si no la más sobresaliente, y destaca, además, por ser una de las muestras más significativas de la comedia de enredo y precursora de muchas otras, como La comedia de las equivocaciones, de William Shakespeare, e I due gemelli veneziani, de Carlo Goldoni.[cita requerida]

## Personajes
Véase Personajes comunes de la comedia romana
Véase Personajes típicos de la comedia plautina
- El parásito[3] PENÍCULO / "Cepillo" (PENICVLVS PARASITVS). Esclavo de Menecmo I, quien decía que la mejor manera de mantener a un esclavo sin que se escape es darle de comer banquetes.

- MENECMO I (MENAECHMVS). Uno de los gemelos que fue raptado y acogido por un mercader rico de Epidamno, la actual Durrës (Albania).

- MENECMO II o SOSICLES (SOSICLES). El otro gemelo, que permaneció en Siracusa (Sicilia) y al que se le cambió el nombre por Menecmo cuando su hermano se perdió. Fue en búsqueda de este.

- La meretriz[4] EROTIO o "Erocia" (EROTIUM MERETRIX). Cortesana, amante de Menecmo I.

- El cocinero CILINDRO (CYLINDRUS COCVS). Cocinero de Erocia.

- El esclavo[2] MESENIÓN (MESSENIO SERVVS). Esclavo de Menecmo II. Advierte a Menecmo que algo raro sucede, y es el que se da cuenta de que hay dos personas iguales (Menecmo I y Menecmo II)

- Una ESCLAVA (ANCILLA). Esclava de Erocia.

- Una MATRONA[5] (MATRONA). Esposa de Menecmo I, atenta y preocupada porque no se fía de este.

- Un VIEJO (SENEX). Padre de la esposa de Menecmo I, quien defiende a su hija ante Menecmo y afirma que este está loco.

- Un MÉDICO (MEDICVS).

## Sinopsis
Un mercader siracusano tenía dos hijos gemelos, Menecmo y Sósicles. Pero perdió a Menecmo en unos juegos que tenían lugar en Tarento, a donde había ido en un viaje de negocios, y murió de pena poco después. Un rico mercader de Epidamno se lleva con él a Menecmo y lo adopta. Después fallece y Menecmo hereda toda su fortuna. Ahora vive en Epidamno, que es el lugar donde se desarrolla la acción de la comedia. Está casado con una mujer desagradable y autoritaria, de la cual no se dice el nombre. Menecmo, tal vez para compensar sus penas, tiene como amante a Erocia, una cortesana que es vecina suya. Mientras tanto, su hermano Sósicles, ahora llamado Menecmo por su abuelo en recuerdo a su gemelo perdido, había vivido y crecido en Siracusa. Hasta que, ya de mayor, emprende un viaje en búsqueda de su hermano, acompañado de su esclavo Mesenión. Así pues, la llegada de Menecmo II (Sósicles) a Epidamno provoca una larga serie de malentendidos y situaciones confusas y de comedia que constituyen la verdadera trama de la historia. Finalmente, los hermanos consiguen desmantelar lo sucedido y se reconocen (agnición o anagnórisis), con lo que regresan juntos a Siracusa.